# Tubeufiales
Die Tubeufiales sind eine Ordnung der Pleosporomycetidae innerhalb der Abteilung der Schlauchpilze.

## Merkmale
Die Tubeufiales bilden als Fruchtkörper oberflächliche, hell- bis dunkelbraune oder schwarze Pseudothecien, die uniloculat sind, d. h. nur eine Vertiefung besitzen und auf einem Subiculum sitzen. Sie sind mehr oder weniger kugelig oder keulig bis eiförmig, von der Textur her weich, wachsen einzeln bis gesellig, teilweise in Gruppen. Sie können durchscheinend sein oder blassbraun, braun bis schwarz. Sie sind ganz geringfügig warzig und brechen beim Austrocknen becherförmig, seitlich oder gar nicht ein. An der Basis befinden sich ausstrahlendes Myzel oder Anhängsel, die borstig oder haarig sein können. Die Peridie ist verdickt und besteht meist aus einer Textura angularis, also einem Parenchym-ähnlichen Gewebe. Es sind dickwandige Zellen, blassgelb, braun bis schwarz gefärbt und innen mit dünnen Schichten einer Textura prismatica mit schmalen, leicht verlängerten, durchscheinenden bis braunen Zellen. Das Hamathecium, das Gewebe zwischen den Schläuchen besteht aus zahlreichen, fadenförmigen, septierten, verzweigten, manchmal auch mit Querverbindungen, besitzt durchscheinende Paraphysen und ist eingebettet in eine gelatinöse Matrix. Die Schläuche sind achtsporig, zweiwandig, teleskopartig verlängert (fissitunikat), taschenförmig oder zylindrisch-keulig, manchmal auch länglich keulig mit oder ohne augenähnlichen Kammer mit oder ohne deutlichem Stielchen. die Sporen liegen in zwei oder drei reihen oder büschelig im Schlauch (Ascus). Sie sind verlängert, zylindrisch-spindelförmig bis schmal länglich und verjüngen sich zu schmalen mehr oder weniger spitzen Enden. Sie sind deutlich vielfach septiert, durchscheinend bis blass braun, glatt oder ganz geringfügig warzig.

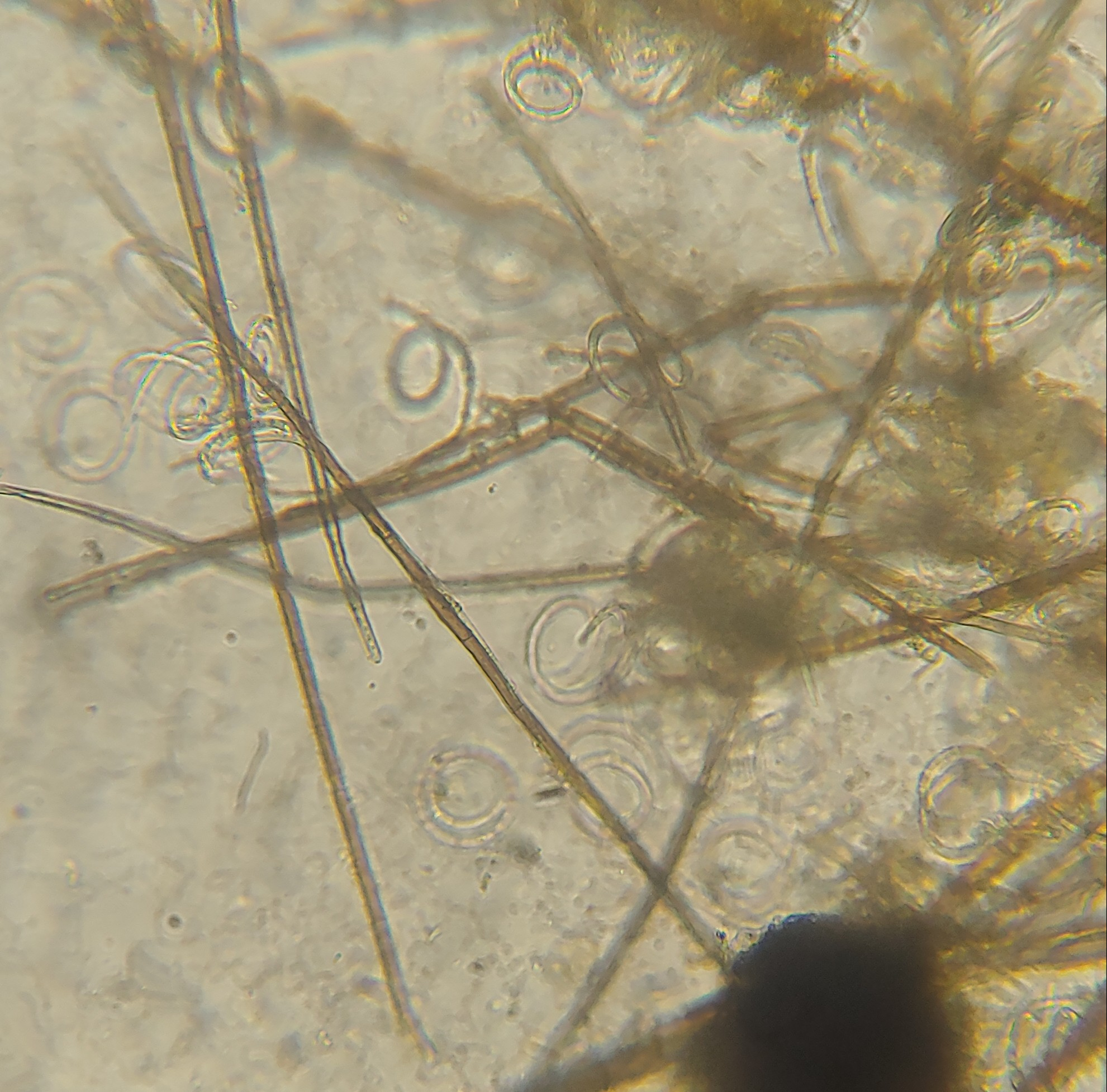
Hyphen und schneckenförmige Konidien von einer Helicosporium-Art

Die Nebenfruchtform ist hyphomycetisch ausgebildet. d. h. die Konidienträger liegen frei. Sie bilden Chlamydosporen und Phragmosporen (d. h. deren Septen sind wie die Sprossen einer Leiter angeordnet). Die Konidienträger sind mononematös, das heißt, sie entstehen aus einer einzelnen Hyphe und makro- bis mikronematös (das bedeutet, ihre Hyphen sind deutlich größer oder eben kleiner als normale Hyphen). Sie sind aufrecht, gekrümmt, septiert und blass- bis dunkelbraun. Die konidiogene Zelle sind holoblastisch, d. h. sie werden als Ganzes nach der Bildung abgeschnürt, aber auch mono- bis polyblastisch, endständig oder zwischen den Hyphen. die Konidien sind normalerweise länglich, faden- bis spindelförmig, gebogen, oder schneckenförmig mit einer unterschiedlichen Zahl an Windungen, septiert, durchscheinend bis unterschiedlich gefärbt und glattwandig bis warzig.

## Lebensweise und Verbreitung
Vertreter der Tubeufiales sind saprob und kommen normalerweise auf entrindetem, modrigem Holz oder verrottenden krautigen Pflanzen vor, Sie kommen seltener auf Blättern vor. Manche Gattungen haben auch Vertreter in Süßwasser. Sie sind weit verbreitet von den Tropen bis in gemäßigte Regionen.

## Bedeutung
Viele Arten der Tubeufiales, besonders jene, die schneckenförmige Konidien produzieren, können bioaktive Substanzen produzieren. So wurde bei einer Art von Helicosporium ein neues Protein entdeckt, dass Effekte auf den Wuchs von Neuriten hatte. Bei einem Stamm von Helicomyces sp. wurden Inhaltsstoffe mit einer antidiabetischen Wirkung gefunden. Bei Helicomyces roseus wurde mit Extrakten aus dessen Myzel die Beweglichkeit von Nematoden stark eingeschränkt. Bei einem anderen Stamm wurden antibiotische Effekte gegen Gram-negative Bakterien festgestellt. Bei einem Stamm von Helicosporium sp. wurde 2-Methylresorcin, ein Dihydroxytoluol isoliert, das sowohl antimikrobiell wirkt, als auch zytotoxische Effekte gegen Krebszellen hat. Ein anderer Stamm war effektiv gegen pflanzenschädliche Pilze wie Fusarium oxysporum, Phytophthora drechsleri und Rhizoctonia solani.

## Systematik und Taxonomie
Die Ordnung der Tubeufiales wurde 2014 von Saranyaphat Boonmee  und Kevin David Hyde erstbeschrieben. Die Familie der Tubeufiaceae war zuerst 1979 von Margaret Elizabeth Barr beschrieben worden und in die Ordnung Pleosporales gestellt worden. Der Name leitet sich von der Gattung Tubeufia ab, diese wurde bereits 1898 von  Otto Penzig und Pier Andrea Saccardo zu Ehren von Carl von Tubeuf benannt. 2017 wurden die Familien Bezerromycetaceae und Wiesneriomycetaceae von Liu und Kollegen ebenfalls in die Ordnung Tubeufiales gestellt. Die nächsten Verwandten der  Tubeufiales sind die Botryosphaeriales.
Mit Stand Juni 2022 besteht die Ordnung daher aus drei Familien mit je 3, 46 und 6 Gattungen:
- Bezerromycetaceae
  - Bezerromyces mit zwei Arten
  - Neorhamphoria mit nur einer Art
  - Xiliomyces mit nur einer Art

- Tubeufiaceae
  - Acanthohelicospora mit 4 Arten
  - Acanthophiobolus mit 6 Arten
  - Acanthostigma mit 64 Arten
  - Acanthostigmina mit 7Arten
  - Acanthotubeufia mit nur einer Art
  - Aquaphila mit zwei Arten
  - Artocarpomyces mit nur einer Art
  - Berkleasmium mit ungefähr 40 Arten
  - Bifrontia mit zwei Arten
  - Boerlagiomyces mit 9 Arten
  - Camporesiomyces mit nur einer Art
  - Chaetosphaerulina mit 6 Arten
  - Chlamydotubeufia mit 8 Arten
  - Dematiohelicoma mit zwei Arten
  - Dematiohelicomyces mit nur einer Art
  - Dematiohelicosporum mit nur einer Art
  - Dematiotubeufia mit nur einer Art
  - Dictyospora mit nur einer Art
  - Discotubeufia mit nur einer Art
  - Helicangiospora mit nur einer Art
  - Helicoarctatus mit nur einer Art
  - Helicodochium mit zwei Arten
  - Helicohyalinum mit zwei Arten
  - Helicoma mit ungefähr 40 Arten
  - Helicomyces mit 14 Arten
  - Helicosporium mit ungefähr 15 Arten
  - Helicotruncatum mit nur einer Art
  - Helicotubeufia mit drei Arten
  - Kamalomyces mit 5 Arten
  - Kevinhydea mit nur einer Art
  - Manoharachariella mit 4 Arten
  - Muripulchra mit nur einer Art
  - Neoacanthostigma mit 8 Arten
  - Neochlamydotubeufia mit zwei Arten
  - Neohelicoma mit nur einer Art
  - Neohelicomyces mit drei Arten
  - Neohelicosporium mit 7 Arten
  - Neotubeufia mit nur einer Art
  - Pleurohelicosporium mit nur einer Art
  - Podonectria mit 11 Arten
  - Pseudohelicomyces mit 5 Arten
  - Pseudohelicoon mit zwei Arten
  - Tamhinispora mit zwei Arten
  - Thaxteriella mit 15 Arten
  - Thaxteriellopsis mit drei Arten
  - Tubeufia mit ungefähr 60 Arten

- Wiesneriomycetaceae
  - Parawiesneriomyces mit nur einer Art
  - Phalangispora mit drei Arten
  - Pseudogliophragma mit nur einer Art
  - Setosynnema mit drei Arten
  - Speiropsis mit acht Arten
  - Wiesneriomyces mit vier Arten